# Уйгуры в Кыргызстане
Уйгуры в Кыргызстане (кирг. Кыргызстандагы уйгурлар, قىرعیزستانداعی ۇيعۇرلار) — представители уйгурской диаспоры Кыргызстана.

## История миграции
Уйгурскую миграцию в Кыргызстан можно разделить на три волны.
Первая волна началась в конце XIX века, когда уйгуры из Кашгара пришли вместе с дунганами в Ферганскую долину после восстания 1862—1877 годов на северо-западе Китая. Общее число поселившихся здесь (включая уйгуров и дунган) составило, по современным российским данным, около 7000 человек . Позже, в начале XX века, уйгуры, дунгане и китайцы приехали в качестве рабочих-мигрантов в поисках работы на угольных шахтах и хлопковых фабриках.
Вторая волна состоит из тех, кто покинул Синьцзян после того, как Китайская Народная Республика установила контроль над этим районом или во время политики «Большого скачка» и «Культурной революции». Люди этой второй волны, как правило, связаны с политической и интеллектуальной элитой Второй Восточно-Туркестанской Республики и, соответственно, иногда смотрят свысока на мигрантов, пришедших до или после них. По данным советской переписи 1979 года, в Киргизской ССР проживало 29 817 уйгуров, что составляло 0,8 % населения. Их число продолжало расти в следующее десятилетие.
Третья волна миграции состоит из приезжих граждан КНР в лице торговцев уйгурской и других национальностей, которые временно проживают, как правило, в Бишкеке, чтобы заниматься торговлей. Перепись 1999 года в Кыргызстане показала, что в стране проживают 46 944 уйгура (1,0 %), перепись 2009 года выявила 48 543 человека (0,9 %), а в 2021 году в стране проживало 60 210 уйгуров. Неофициальная статистика дает ещё более высокие оценки — от 100 000 до 200 000 человек. Уйгурские организации объясняют несоответствие тем, что уйгуры регистрируют себя как узбеки в своих официальных документах.

## Занятость
Уйгурские мигранты, приехавшие из Синьцзяна в Кыргызстан для участия в приграничной торговле, как правило, концентрируются в восточном пригороде Бишкека. Их двуязычие позволило им выступать в качестве деловых посредников между ханьскими китайцами и местным населением. Однако их базары стали объектами многочисленных нападений. В 2000 году на Тур-базаре вспыхнул пожар, и уйгуры, пытавшиеся расследовать поджог, подверглись нападению в своей машине, двое из которых были застрелены. Ещё один подозрительный пожар произошел здесь в 2002 году. В тот день загадочным образом было нарушено водоснабжение, и уйгуры обвинили полицию в грабежах во время пожара. В докладе правительства КНР в поджоге обвиняется Организация освобождения Восточного Туркестана. В 2005 году во время беспорядков, связанных с выборами, был подожжен базар Мадина, где доминировали уйгуры, а уйгурские торговцы подверглись избиениям и грабежам.

## Образование
В отличие от соседнего Казахстана, в Кыргызстане нет формального образования на уйгурском языке, хотя некоторые старейшины руководят неформальными школами, где преподают этот язык. В результате владение уйгурским языком среди молодежи снижается. Многие могут говорить, но не умеют читать уйгурские тексты.

## Организации
Уйгурская организация «Иттипак» была основана в 1989 году. Китайское правительство рассматривает её как сепаратистскую группировку, которая оказывает давление на правительство Кыргызстана. В 2000 году был убит их председатель Нигмат Базаков. Чиновники Кыргызстана арестовали четырёх членов Организации освобождения Восточного Туркестана и предали их суду за убийство, но многие местные уйгуры считают, что убийство на самом деле было делом рук китайских правительственных агентов. После выборов председателя в июле 2003 года сотрудники Министерства внутренних дел пришли в их офис и провели обыск. Иттипак поддержала победителя Курманбека Бакиева на президентских выборах 2009 года. Однако давление правительства на них продолжалось даже после победы Бакиева. В августе того же года, когда приближалось празднование 20-летия организации, власти Кыргызстана задержали её председателя Дилмурата Акбарова и заместителя председателя Джамалдина Насырова во время демонстрации на окраине Бишкека против политики китайского правительства в Синьцзяне.
Иттипак также издает одноимённую газету, финансируемую за счет пожертвований уйгурской диаспоры, а также Института «Открытое общество».
В 2006 году Американская ассоциация уйгуров открыла дополнительный офис Проекта по правам человека уйгуров в Бишкеке.

## Межэтнические отношения
Во время беспорядков в Кыргызстане в 2010 году антиправительственные протесты в северном городе Токмок переросли в этнические беспорядки, а уйгурские и дунганские магазины и дома подверглись нападениям, в результате чего 11 человек были госпитализированы.

## Численность
| Год  | %      | Численность | Численость по сравнению с предыдущей переписью (в %) |
| ---- | ------ | ----------- | ---------------------------------------------------- |
| 1959 | 0.64   | 13157       |                                                      |
| 1989 | 0.86   | 36779       | 279.5                                                |
| 1999 | 0.97   | 46944       | 127.6                                                |
| 2009 | 0.91   | 48543       | 103.4                                                |
| 2012 | 0.91 ▬ | 50346       | 103.7                                                |

### Расселение
По состоянию на 2009 год:
| Области и города        | Доля (%) | Численость |
| ----------------------- | -------- | ---------- |
| Чуйская область         | 1.90     | 15276      |
| Бишкек                  | 1.60     | 13380      |
| Ошская область          | 1.01     | 11181      |
| Кыргызстан              | 0.91     | 48543      |
| Иссык-Кульская область  | 0.89     | 3897       |
| Джалал-Абадская область | 0.32     | 3271       |
| Ош                      | 0.31     | 804        |
| Нарынская область       | 0.13     | 339        |
| Баткенская область      | 0.06     | 264        |
| Таласская область       | 0.06     | 131        |